# Phil O’Donnell
Phillip „Phil“ O’Donnell (* 25. März 1972 in Bellshill; † 29. Dezember 2007 in Motherwell) war ein schottischer Fußballspieler. Er spielte in seiner Karriere für die Vereine FC Motherwell, Celtic Glasgow und Sheffield Wednesday, und absolvierte zudem ein Länderspiel für die Nationalmannschaft von Schottland. Er kollabierte am 29. Dezember 2007 auf dem Spielfeld beim Spiel zwischen dem FC Motherwell und Dundee United.

## Karriere

### Verein
Phil O’Donnell begann seine Profikarriere 1990 beim FC Motherwell. Dort wurde bald klar, dass er die Voraussetzungen zu einer steilen Karriere mitbrachte. Sein einziges Länderspiel in der schottischen Fußballnationalmannschaft bestritt er schon 1993, als er in Aberdeen in einem Spiel gegen die Schweiz in der 76. Minute eingewechselt wurde.
1994 wechselte O’Donnell für 1,75 Millionen Pfund zur schottischen Spitzenmannschaft Celtic Glasgow, doch konnte er verletzungsbedingt selten seine volle Leistung abrufen. Auch ein Transfer nach England zu Sheffield Wednesday brachte ihm nicht den erhofften Entwicklungsschub. Während seiner ersten Spielzeit dort absolvierte er nur ein einziges Pflichtspiel. Zur Saison 2003/04 kehrte er zu seinem Ursprungsclub Motherwell zurück, wo er 2006 zum Mannschaftskapitän ernannt wurde.

### Nationalmannschaft
Am 8. September 1993 absolvierte Phil O’Donnell ein Länderspiel für Schottland gegen die Schweiz.

## Tod

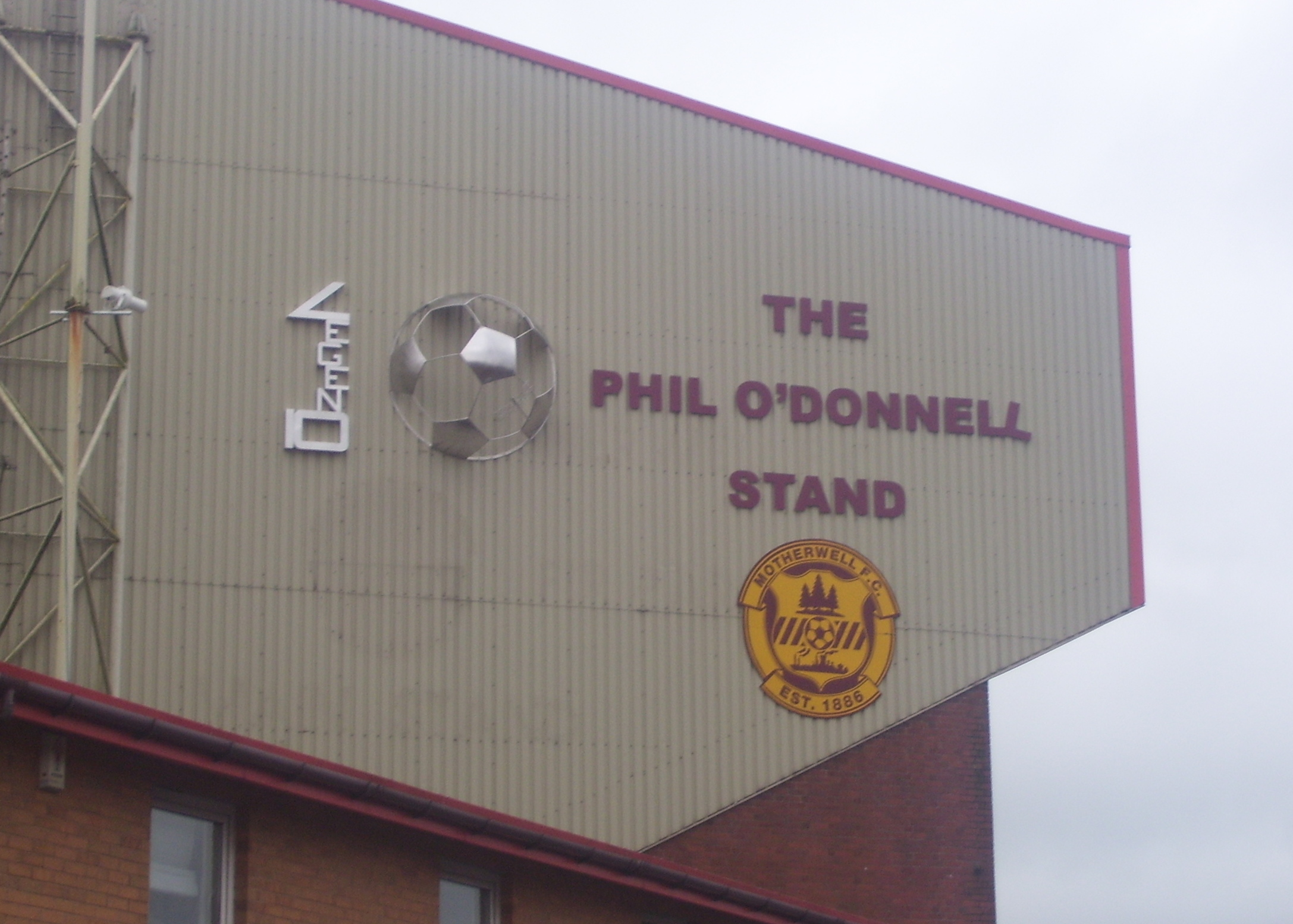
Der Phil O’Donnell Stand

Am 29. Dezember 2007 kollabierte O’Donnell während eines Spiels gegen Dundee United. Nach kurzer Behandlung außerhalb des Spielfeldes verstarb er im Rettungswagen auf dem Weg ins Krankenhaus an Herzversagen. Er hinterließ seine Frau und vier Kinder.
Nach seinem Todesfall wurde die Haupttribüne des Fir Parks O’Donnell zu Ehren in „The Phil O'Donnell Stand“ umbenannt.

## Trivia
Phil O’Donnells Neffe, David Clarkson, stand zwischen 2002 und 2009 beim FC Motherwell unter Vertrag und spielte fünf Jahre mit ihm in einer Mannschaft. Er befand sich zum Zeitpunkt des Zusammenbruchs ebenfalls auf dem Spielfeld und wurde sofort ausgewechselt.

## Erfolge
- Schottischer Meister: 1997/98